# سكاي تيم للشحن
سكاي تيم للشحن (SkyTeam Cargo) هو تحالف عالمي للشحن حيث أن جميع الأعضاء هم أعضاء أيضًا في تحالف تحالف سكاي تيم. يعتبر سكاي تيم للشحن أكبر تحالف للشحن؛ يتنافس مع تحالف واو. 

## تاريخ

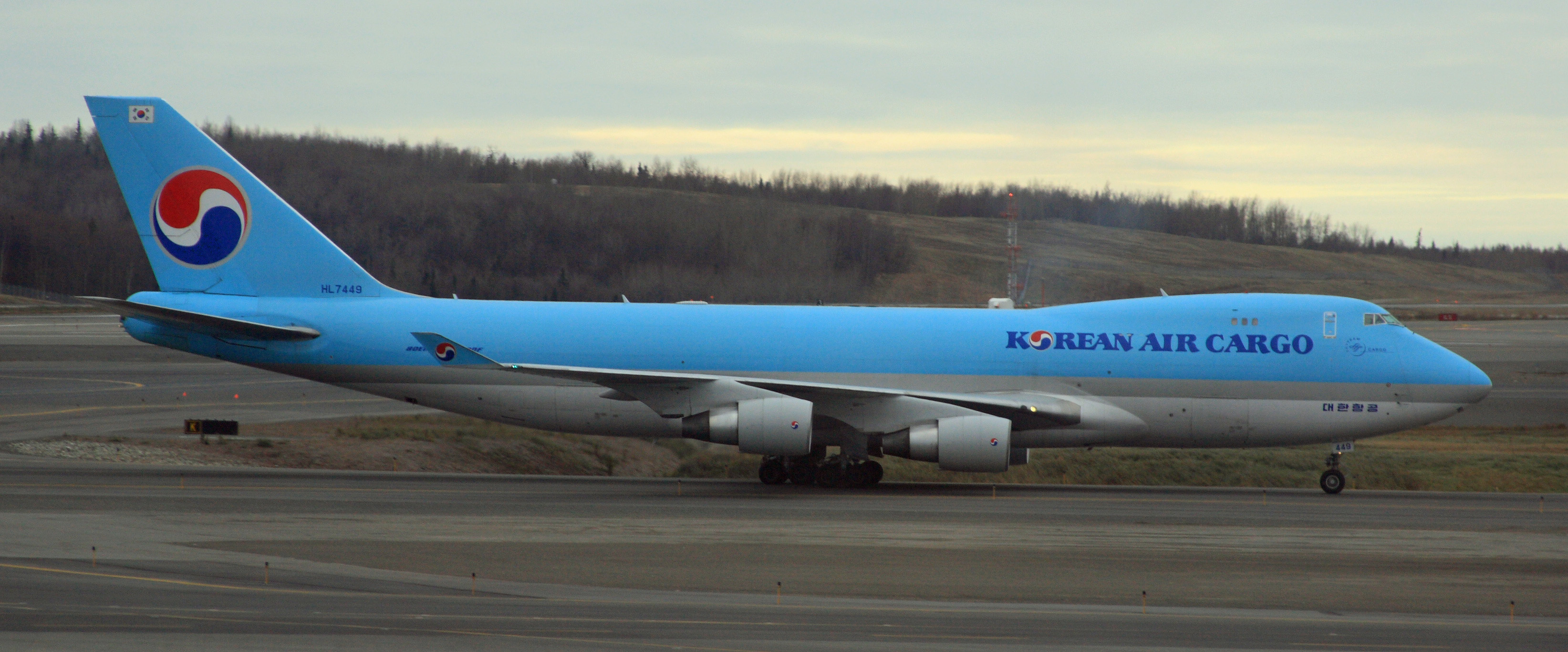
طائرة بوينغ 747-400F تابعة لشركة الشحن الجوي الكوري، عضو سكاي تيم للشحن الجوي.

بعد تأسيس تحالف الطيران سكاي تيم في 22 يونيو 2000، تم الإعلان عن إنشاء قسم الشحن سكاي تيم للشحن، في سبتمبر من ذلك العام. الأعضاء الافتتاحيون للتحالف هم طيران المكسيك للشحن، والخطوط الجوية الفرنسية للشحن، وخطوط دلتا الجوية لوجستيك، وشحن كوريا للطيران، والتي تعد عمليات خطوط نقل الركاب التابعة لها أعضاء في سكاي تيم. 
في عام 2001، انضمت شركة الطيران التشيكية للشحن وشركة أليطاليا للشحن في أبريل وأغسطس على التوالي. انضم كلا القسمين إلى تحالف الشحن في غضون أيام من انضمام الخطوط الجوية التشيكية (25 مارس) والخطوط الجوية الإيطالية(27 يوليو) إلىسكاي تيم.
انضمت الخطوط الجوية الهولندية للشحن إلى تحالف سكاي تيم للشحن في سبتمبر 2004، بعد أربعة أشهر من اندماج الخطوط الجوية الفرنسية والخطوط الجوية الملكية الهولندية، والتي أسست لاحقًا شركة الخطوط الجوية الفرنسية - كيه إل إم القابضة.  في العام التالي، في سبتمبر، انضمت شركة خطوط نورث ويست للشحن إلى تحالف الشحن، وهي الخطوة التي جاءت بعد عام واحد من انضمام خطوط نورث ويست الجوية إلى سكاي تيم. ومع ذلك، في 14 أبريل 2008، اندمجت شركة نورث ويست مع خطوط دلتا الجوية، مما أدى إلى إنشاء أكبر شركة طيران في العالم. انضمت شركة طيران جنوب الصين إلى تحالف الشحن بحلول نوفمبر 2010. بحلول نوفمبر 2013، انضمت شركة الخطوط الجوية الأرجنتينية، إحدى شركات الطيران الرائدة في أمريكا الجنوبية، إلى تحالف سكاي تيم للشحن لتضيف أكثر من 30 وجهة في أمريكا اللاتينية إلى الشبكة العالمية.

## الأعضاء الحاليين
اعتبارًا من نوفمبر 2021، ضم سكاي تيم للشحن اثني عشر شركة طيران عضوًا؛ البعض لا يشغل طائرات شحن مخصصة، فهم يوفرون مساحة في مقصورات الأمتعة في طائرات الركاب الخاصة بهم فقط.

## روابط خارجية
- الموقع الرسمي